# Křídlok velkoplodý
Křídlok velkoplodý (Pterocarpus macrocarpus) je tropický listnatý strom, jeden z mnoha druhů rodu křídlok. Pochází ze smíšených lesů jihovýchodní Asie. Jeho počty v přírodě klesají a je podle IUCN zařazen mezi ohrožené druhy.

## Popis
Opadavý, listnatý strom, často s pokrouceným nebo zdvojeným kmenem, rostoucí až do výšky 30 m. Je znám také pod označením Křidlok barmský. Strom pochází z tropických smíšeních lesů Myanmaru, Laosu, Kambodže, Thajska a Vietnamu. Byl dovozen a roste také v Indii a v oblasti Karibiku.
Dřevo stromu se používá jako palisandr. Plody jsou okrouhlé, ploché a široce křídlaté, nepukavé lusky, 4 až 7 cm dlouhé a červenohnědě zbarvené. Obsahují po jednom semeni ledvinovitého tvaru, která si rok podržují schopnost vyklíčit. Stromy se rozmnožují výhradně semeny, ta se vysazují v březnu do teplé půdy po několikadenním namáčení ve vodě.
Květy křídloku velkoplodého jsou považovány za jeden z národních symbolů Myanmaru a Thajska.

## Galerie

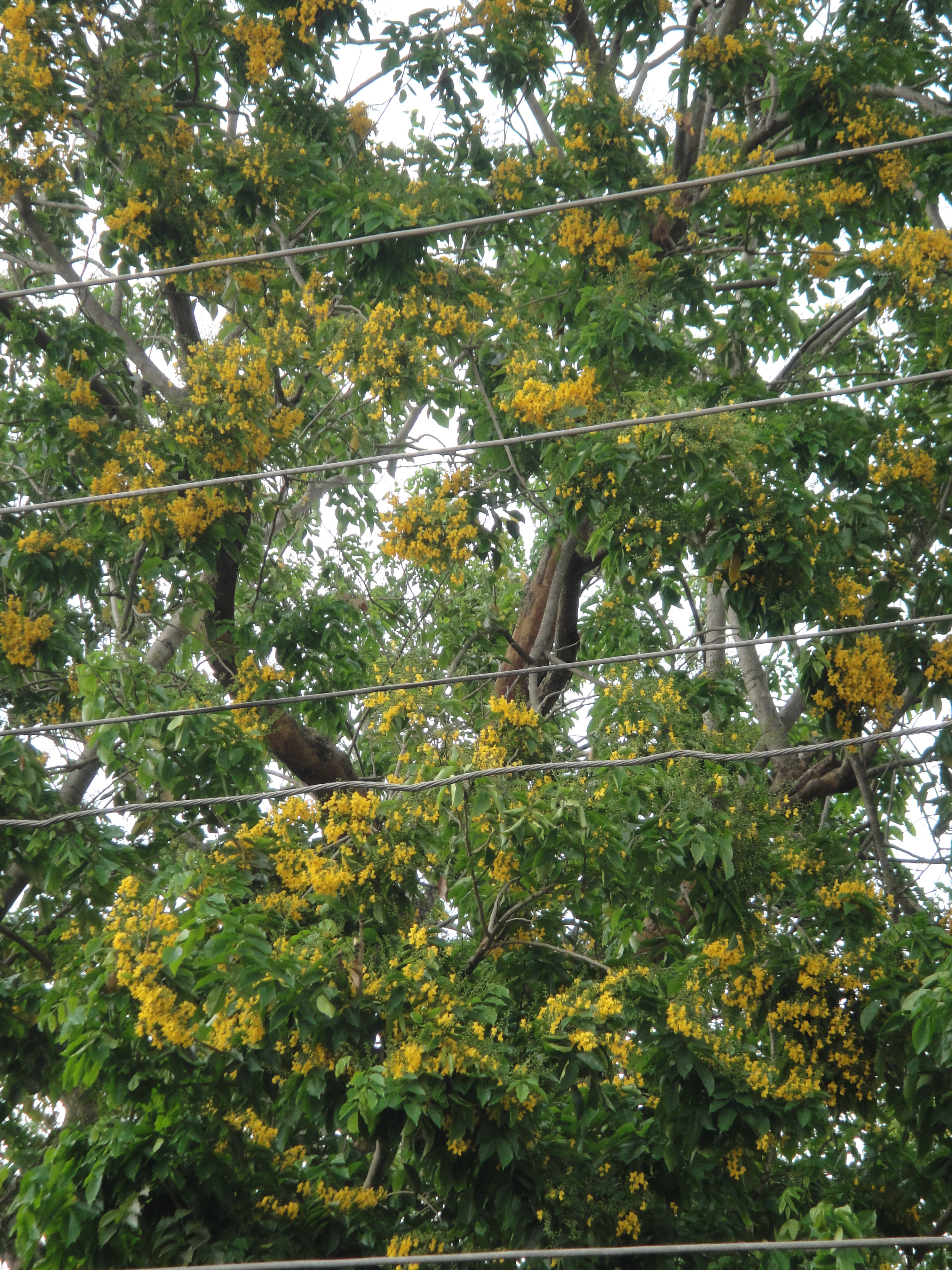
Květy v jarním období
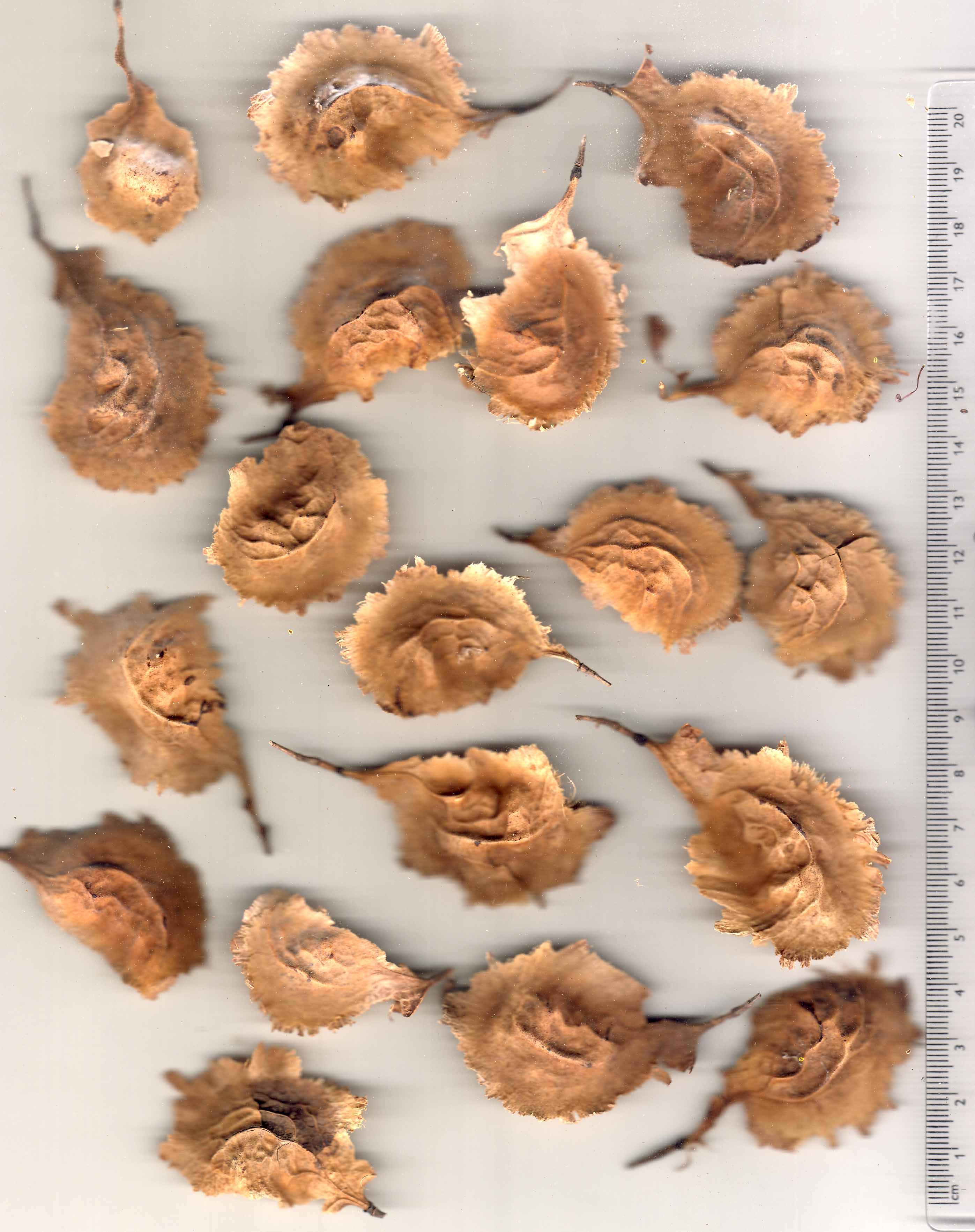
Semena
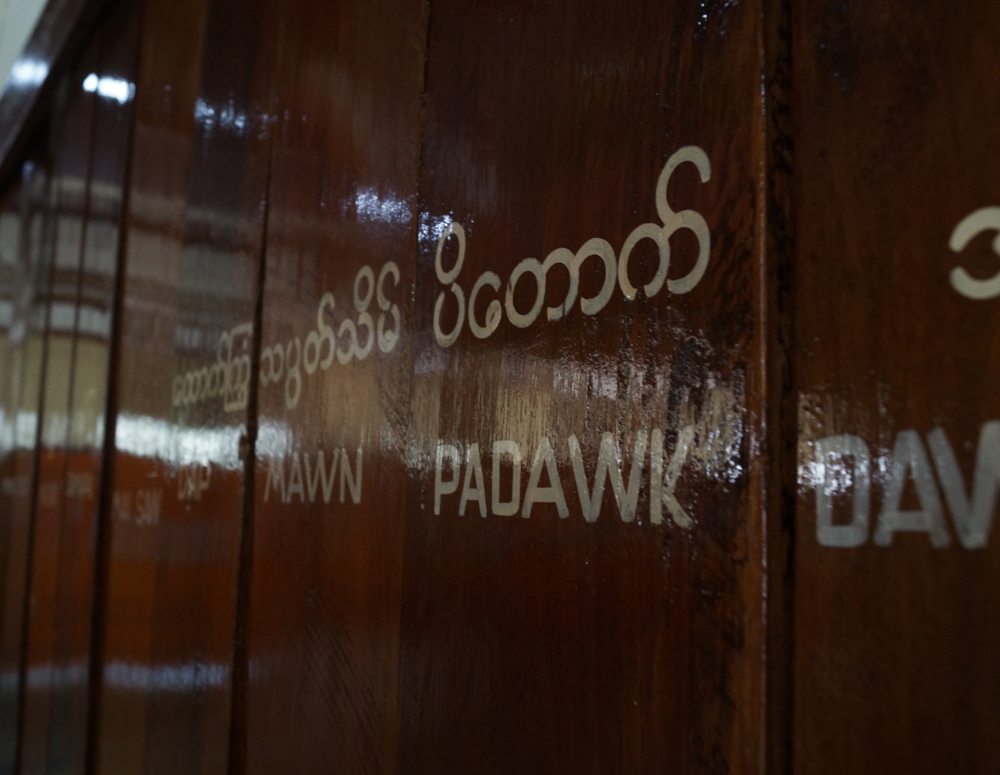
Dřevo stromu